# World Tour w siatkówce plażowej 2015
World Tour w siatkówce plażowej 2015 to rozgrywki organizowane przez FIVB. Od 2015 roku zmienił się format rozgrywek. Oprócz turniejów Open i Grand Slam dodano turnieje Major, a sezon kończył się Finałami World Tour. W tamtym sezonie odbyło się 5 turniejów Grand Slam, 3 turnieje Major oraz 6 turniejów Open (turniej w Pradze odbył się tylko dla kobiet). W Hadze zorganizowano Mistrzostwa Świata, które wliczały się do rozgrywek World Tour. 

## Zawody

### Klasyfikacja turniejów
| Finały World Tour   |
| World Championships |
| Major               |
| Grand Slam          |
| Open                |

### Mężczyźni
| Turniej                                                                                       | 1 miejsce                                              | 2 miejsce                               | 3 miejsce                                             | 4 miejsce                                 |
| --------------------------------------------------------------------------------------------- | ------------------------------------------------------ | --------------------------------------- | ----------------------------------------------------- | ----------------------------------------- |
| Fuzhou Open Fuzhou, Chiny 21 - 25 kwietnia                                                    | Markus Böckermann Lars Flüggen 21-19, 21-19            | Alexander Brouwer Robert Meeuwsen       | Youssef Krou Édouard Rowlandson 19-21, 21-17, 15-9    | Todd Rogers Stafford Slick                |
| Lucerne Open Lucerna, Szwajcaria 12 - 17 maja                                                 | Marco Caminati Alex Ranghieri walkower                 | Alexander Brouwer Robert Meeuwsen       | Murat Giginoglu Volkan Gögtepe 21-18, 18-21, 15-4     | Alexei Strasser Nico Beelerz              |
| Moscow Grand Slam Moskwa, Rosja 25 - 31 maja                                                  | Adrián Gavira Pablo Herrera 21-19, 21-19               | Evandro Oliveira Pedro Solberg Salgado  | Jonathan Erdmann Kay Matysik 21-19, 21-17             | Alison Cerutti Bruno Oscar Schmidt        |
| Porec Major Series Poreč, Chorwacja 2 - 7 czerwca                                             | Alexander Brouwer Robert Meeuwsen 21-15, 21-13         | Josh Binstock Sam Schachter             | Marco Caminati Alex Ranghieri 21-18, 18-21, 15-10     | Reinder Nummerdor Christiaan Varenhorst   |
| Stavanger Major Series Stavanger, Norwegia 9 - 14 czerwca                                     | Evandro Oliveira Pedro Solberg Salgado 21-13, 21-14    | Piotr Kantor Bartosz Łosiak             | Grzegorz Fijałek Mariusz Prudel 21-13, 21-15          | Matteo Ingrosso Paolo Ingrosso            |
| St. Petersburg Grand Slam Petersburg, Rosja 16 - 20 czerwca                                   | Jake Gibb Casey Patterson 16-21, 23-21, 15-13          | Reinder Nummerdor Christiaan Varenhorst | Theo Brunner Nick Lucena 21-19, 21-16                 | Clemens Doppler Alexander Horst           |
| World Championships Haga, Holandia 26 czerwca - 5 lipca                                       | Alison Cerutti Bruno Oscar Schmidt 12-21, 21-14, 22-20 | Reinder Nummerdor Christiaan Varenhorst | Evandro Oliveira Pedro Solberg Salgado 22-20, 21-13   | Theo Brunner Nick Lucena                  |
| Gstaad Major Series Gstaad, Szwajcaria 7 - 12 lipca                                           | Alison Cerutti Bruno Oscar Schmidt 21-16, 13-21, 15-10 | Aleksandrs Samoilovs Jānis Šmēdiņš      | Alexander Brouwer Robert Meeuwsen 18-21, 21-16, 15-10 | Adrian Carambula Alex Ranghieri           |
| Yokohama Grand Slam Jokohama, Japonia 21 - 26 lipca                                           | Alison Cerutti Bruno Oscar Schmidt 21-15, 21-15        | Ben Saxton Chaim Schalk                 | Clemens Doppler Alexander Horst 21-17, 21-16          | Viacheslav Krasilnikov Konstantin Semenov |
| Long Beach Grand Slam Long Beach, Stany Zjednoczone 18 - 23 sierpnia                          | Alison Cerutti Bruno Oscar Schmidt 21-16, 20-22, 15-13 | Phil Dalhausser Nick Lucena             | Adrian Gavira Pablo Herrera 9-21, 21-17, 15-12        | Alexander Brouwer Robert Meeuwsen         |
| Olsztyn Poland Grand Slam Olsztyn, Polska 25 - 30 sierpnia                                    | Alison Cerutti Bruno Oscar Schmidt 21-10, 21-15        | Jake Gibb Casey Patterson               | Ben Saxton Chaim Schalk 21-17, 21-18                  | Jonathan Erdmann Kay Matysik              |
| Rio Open Rio de Janeiro, Brazylia 2 - 6 września                                              | Aleksandrs Samoilovs Jānis Šmēdiņš 21-15, 25-23        | Markus Böckermann Lars Flüggen          | Saymon Barbosa Gustavo Carvalhaes 21-14, 17-21, 15-8  | Alison Cerutti Bruno Oscar Schmidt        |
| Sochi Open Soczi, Rosja 8 - 13 września                                                       | Aleksandrs Samoilovs Jānis Šmēdiņš 24-22, 21-19        | Phil Dalhausser Nick Lucena             | Daniele Lupo Paolo Nicolai 21-18, 15-21, 15-13        | Viacheslav Krasilnikov Konstantin Semenov |
| Xiamen Open Xiamen, Chiny 22 - 26 września                                                    | Phil Dalhausser Nick Lucena 21-16, 21-17               | Markus Böckermann Lars Flüggen          | Aleksandrs Samoilovs Jānis Šmēdiņš 21-17, 21-13       | Mārtiņš Pļaviņš Haralds Regza             |
| SWATCH FIVB World Tour Finals Fort Lauderdale, Stany Zjednoczone 29 września - 4 października | Alison Cerutti Bruno Oscar Schmidt 21-13, 21-15        | Phil Dalhausser Nick Lucena             | Evandro Oliveira Pedro Solberg Salgado 21-19, 21-14   | Alexander Brouwer Robert Meeuwsen         |

### Kobiety
| Turniej                                                                                       | 1 miejsce                                         | 2 miejsce                             | 3 miejsce                                                 | 4 miejsce                               |
| --------------------------------------------------------------------------------------------- | ------------------------------------------------- | ------------------------------------- | --------------------------------------------------------- | --------------------------------------- |
| Fuzhou Open Fuzhou, Chiny 22 - 26 kwietnia                                                    | Jamie Broder Kristina May 21–17, 23–21            | Chantal Laboureur Julia Sude          | Kerri Walsh April Ross 13–21, 21–13, 15–11                | Wang Fan Yue Yuan                       |
| Lucerne Open Lucerna, Szwajcaria 12 - 17 maja                                                 | Karla Borger Britta Büthe 16–21, 21–16, 15–13     | Madelein Meppelink Marleen Van Iersel | Jamie Broder Kristina May 21–18, 21–15                    | Barbara Hansel Stefanie Schwaiger       |
| Prague Open Praga, Czechy 19 - 24 maja                                                        | Ágatha Bednarczuk Bárbara Seixas 21–12, 21–18     | Heather Bansley Sarah Pavan           | Eduarda Lisboa Elize Maia walkower                        | Carolina Salgado Maria Clara Salgado    |
| Moscow Grand Slam Moskwa, Rosja 25 - 31 maja                                                  | Talita Antunes Larissa França 21–17, 21–14        | Madelein Meppelink Marleen Van Iersel | Marta Menegatti Viktoria Orsi Toth 14–21, 21–19, 16–14    | Wang Fan Yue Yuan                       |
| Porec Major Series Poreč, Chorwacja 1 - 6 czerwca                                             | Talita Antunes Larissa França 21–16, 25–27, 15–12 | Heather Bansley Sarah Pavan           | Louise Bawden Taliqua Clancy 21–15, 21–17                 | Jamie Broder Kristina May               |
| Stavanger Major Series Stavanger, Norwegia 8 - 13 czerwca                                     | Maria Antonelli Juliana Felisberta 21–16, 21–15   | Ágatha Bednarczuk Bárbara Seixas      | Madelein Meppelink Marleen Van Iersel 21–17, 16–21, 15–13 | Laura Ludwig Kira Walkenhorst           |
| St. Petersburg Grand Slam Petersburg, Rosja 17 - 21 czerwca                                   | Ágatha Bednarczuk Bárbara Seixas 23–21, 21–19     | Maria Antonelli Juliana Felisberta    | Fernanda Alves Taiana Lima 17–21, 21–19, 17–15            | Karla Borger Britta Büthe               |
| World Championships Haga, Holandia 26 czerwca - 4 lipca                                       | Ágatha Bednarczuk Bárbara Seixas 21–18, 22–20     | Fernanda Alves Taiana Lima            | Maria Antonelli Juliana Felisberta 23–25, 21–18, 15–9     | Katrin Holtwick Ilka Semmler            |
| Gstaad Major Series Gstaad, Szwajcaria 6 - 11 lipca                                           | Talita Antunes Larissa França 21–13, 21–17        | Fernanda Alves Taiana Lima            | Heather Bansley Sarah Pavan walkower                      | Kerri Walsh April Ross                  |
| Yokohama Grand Slam Jokohama, Japonia 21 - 26 lipca                                           | Laura Ludwig Kira Walkenhorst 21–14, 21–17        | Ágatha Bednarczuk Bárbara Seixas      | Heather Bansley Sarah Pavan 15–21, 22–20, 15–9            | Jennifer Fopma April Ross               |
| Long Beach Grand Slam Long Beach, Stany Zjednoczone 18 - 23 sierpnia                          | Talita Antunes Larissa França 21–18, 21–16        | Kerri Walsh April Ross                | Laura Ludwig Kira Walkenhorst 21–17, 21–13                | Louise Bawden Taliqua Clancy            |
| Olsztyn Poland Grand Slam Olsztyn, Polska 25 - 29 sierpnia                                    | Talita Antunes Larissa França 21–12, 25–23        | Madelein Meppelink Marleen Van Iersel | Monika Brzostek Kinga Wojtasik 21–12, 21–16               | Jantine van der Vlist Sophie van Gestel |
| Rio Open Rio de Janeiro, Brazylia 2 - 6 września                                              | Talita Antunes Larissa França 32–30, 18–21, 15–12 | Ágatha Bednarczuk Bárbara Seixas      | Madelein Meppelink Marleen Van Iersel 21–15, 21–17        | Maria Antonelli Juliana Felisberta      |
| Sochi Open Soczi, Rosja 8 - 13 września                                                       | Marta Menegatti Viktoria Orsi Toth 21–19, 21–16   | Isabelle Forrer Anouk Vergé-Dépré     | Joana Heidrich Nadine Zumkehr 21–18, 21–18                | Taru Lahti Riikka Lehtonen              |
| Xiamen Open Xiamen, Chiny 23 - 27 września                                                    | Joana Heidrich Nadine Zumkehr 21–18, 21–17        | Ana Gallay Georgina Klug              | Isabelle Forrer Anouk Vergé-Dépré 21–14, 24–22            | Katrin Holtwick Ilka Semmler            |
| SWATCH FIVB World Tour Finals Fort Lauderdale, Stany Zjednoczone 29 września - 4 października | Talita Antunes Larissa França 21–17, 21–18        | Laura Ludwig Kira Walkenhorst         | Ágatha Bednarczuk Bárbara Seixas 22–20, 14–21, 15–10      | Heather Bansley Sarah Pavan             |